# Thelenella sastreana
Thelenella sastreana är en lavart som beskrevs av R. C. Harris. Thelenella sastreana ingår i släktet Thelenella och familjen Thelenellaceae.   Inga underarter finns listade i Catalogue of Life.